# Ганжа, Александр Иванович
Александр Иванович Ганжа (6 октября 1929, д. Хмелевка, Стародубский район, Брянская область — 22 сентября 2017) — Герой Социалистического Труда (1971).

## Биография
Родился 6 октября 1929 года в деревне Хмелёвка Стародубского района Клинцовского округа Западной области (в 2010 году исключена из учётных данных; ныне — территория Мишковского сельского поселения Стародубского района Брянской области). Из крестьянской семьи. Русский.
С 1954 года машинист экскаватора строительно-монтажного управления «Василевичи 3-е» Светлогорского района, с 1962 машинист экскаватора Хойникского строительно-монтажного управления треста «Калинковичистрой».
Звание Героя присвоено за досрочное выполнение планов 8-й пятилетки по мелиорации земель Белорусского Полесья [1].
Депутат Верховного Совета БССР в 1971—1975.
Жил в Хойникском районе Гомельской области, с июля 1995 года — в деревне Боровица Кировского района Могилёвской области.

## Награды
- Орден Ленина (8.4.1971)
- Золотая медаль «Серп и Молот»
- Орден Трудового Красного Знамени (30.4.1966)

## Память
- Стела на Аллее Славы в Хойниках (Беларусь) в честь Героя.